# Benjamin Koppel

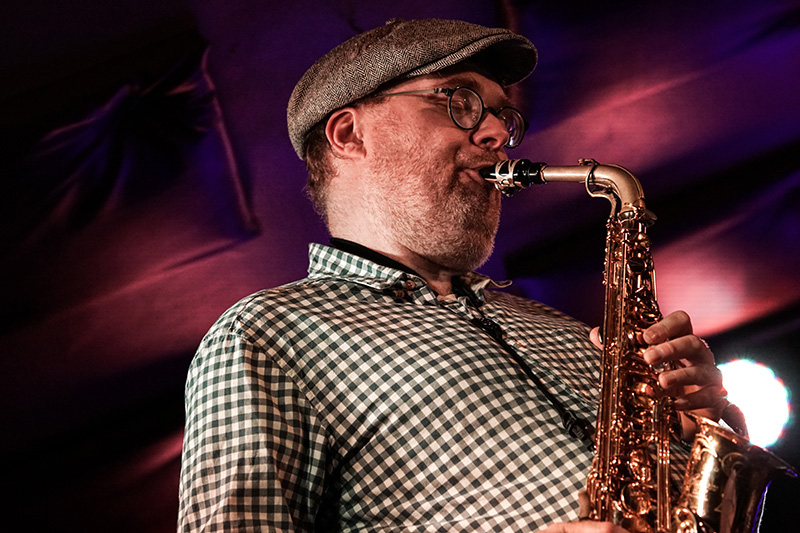
Benjamin Koppel (2017)

Benjamin Koppel (* 21. Februar 1974) ist ein dänischer Jazzmusiker (Saxophon, Komposition), Musikproduzent und Autor. Er ist der Sohn des dänischen Komponisten, Pianisten und Klarinettisten Anders Koppel (* 17. Juli 1947).

## Biographie
Koppel begann als Jugendlicher, sich für Jazz zu interessieren und veröffentlichte bereits mit 18 Jahren sein Debütalbum. Seitdem ist er als Bandleader und Begleitmusiker aktiv mit Musikern wie Chano Domínguez, Alex Riel, Daniel Humair, Palle Danielsson, Charlie Mariano, Phil Woods, Larry Goldings, Bill Stewart und Paul Bley. 2001 gründete er sein eigenes Label Cowbell. Zu seinen gegenwärtigen Projekten gehört das Ensemble Mad Cows Sing, ein eigenes Jazz-Quintett, das Trio Koppel-Andersen-Koppel, das Projekt Nordic Design sowie die Zusammenarbeit mit den Sängerinnen Alberte Winding und Marie Carmen Koppel. Im Bereich der klassischen Musik arbeitete er außerdem mit Bläserensembles, Bigbands und Symphonieorchestern zusammen. 2007 wurde er als Contemporary Star of Jazz mit dem Django d’Or ausgezeichnet.
Im Jahr 2022 veröffentlichte Koppel mit Annas Sang seinen ersten Roman, der 2024 unter dem Titel Annas Lied auf Deutsch erschien. Der Roman handelt von der Geschichte von Anna, der in der NS-Zeit verschollenen Schwester von Koppels Großvater. Er findet seine musikalische Fortsetzung in seinem Album Anna’s Dollhouse (2022).

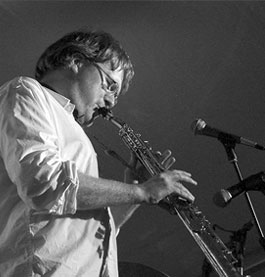
Benjamin Koppel

## Diskographische Hinweise
- Pass the Bebop (Cowbell, 2006) mit Phil Woods, Heine Hansen, Mads Vinding, Alex Riel
- Hammond Street (Cowbell, 2007) mit Larry Golding, Bill Stewart
- Ritmo (Cowbell, 2007) mit Chano Dominguez
- Contemplation (Cowbell, 2007) mit Paul Bley, Thommy Andersson, Marilyn Mazur, Peter Nilsson
- Benjamin Koppel – Bobby Watson – Kenny Werner – Pierre Boussaguet – Alex Riel At Ease (Cowbell, 2008)
- Koppel-Andersen-Koppel Katalogue (Cowbell, 2008)
- Hans Ulrik, Benjamin Koppel, Jon Balke, Palle Danielsson, Alex Riel The Adventures of a Polar Expedition (Cowbell, 2010)
- Benjamin Koppel, Kenny Werner, Scott Colley, Jack DeJohnette: The Art of the Quartet (Cowbell/Unit Records, 2021)
- Anna’s Dollhouse (Cowbell, 2022, mit Cæcilie Norby, Kenny Werner, Johannes Weidenmüller, Peter Erskine)[4]
- White Buses. Passage to Freedom (Cowbell, 2022 mit Thana Alexa, Uri Caine, Henrik Dam Thomsen, Søren Møller, Scott Colley, Antonio Sánchez)[5]

## Roman
Annas Lied. Roman. Deutsche Übersetzung Ulrich Sonnenberg. S. Fischer, Frankfurt am Main 2024, ISBN 978-3-10-397623-6.